# 霞ヶ丘駅 (奈良県)
霞ヶ丘駅（かすみがおかえき）は、奈良県生駒市菜畑町にある近畿日本鉄道生駒鋼索線（山上線）の駅。駅番号はY20。
生駒山上駅から宝山寺方面に降りる山道から少し脇に入ったところにある。交走式ケーブルカーの特性上、梅屋敷駅を設けた関係で設けられた駅であり（上り下りの一方の車両が霞ヶ丘駅に停まっている間、もう一方が梅屋敷駅に停車する）、利用客は滅多にいない。尚、直行（現在は生駒山上遊園地のナイター営業時やゴールデンウイーク、土休日で多客時に臨時で運転）はこの駅を通過する。なお、この駅は秘境駅として扱われることもある。

## 歴史
- 1929年（昭和4年）3月27日：大阪電気軌道（のちの近鉄）の駅として開業。
- 1944年（昭和19年）2月11日：山上線が不要不急線とされたため休止。
- 1945年（昭和20年）8月1日：営業再開。
- 2010年（平成22年）7月：ホーム上屋撤去工事完了。

## 駅構造
単式1面1線のホームで、無人駅。出入口はホーム生駒山上寄りにある。改札や駅舎はなく、直接ホームに入る形になっている。登山道からホームに入るためには、階段状の第3種踏切を横断する。ホームは階段状になっている。
棒線駅のため、生駒山上行きと宝山寺行きの双方が同一ホームに発着する。

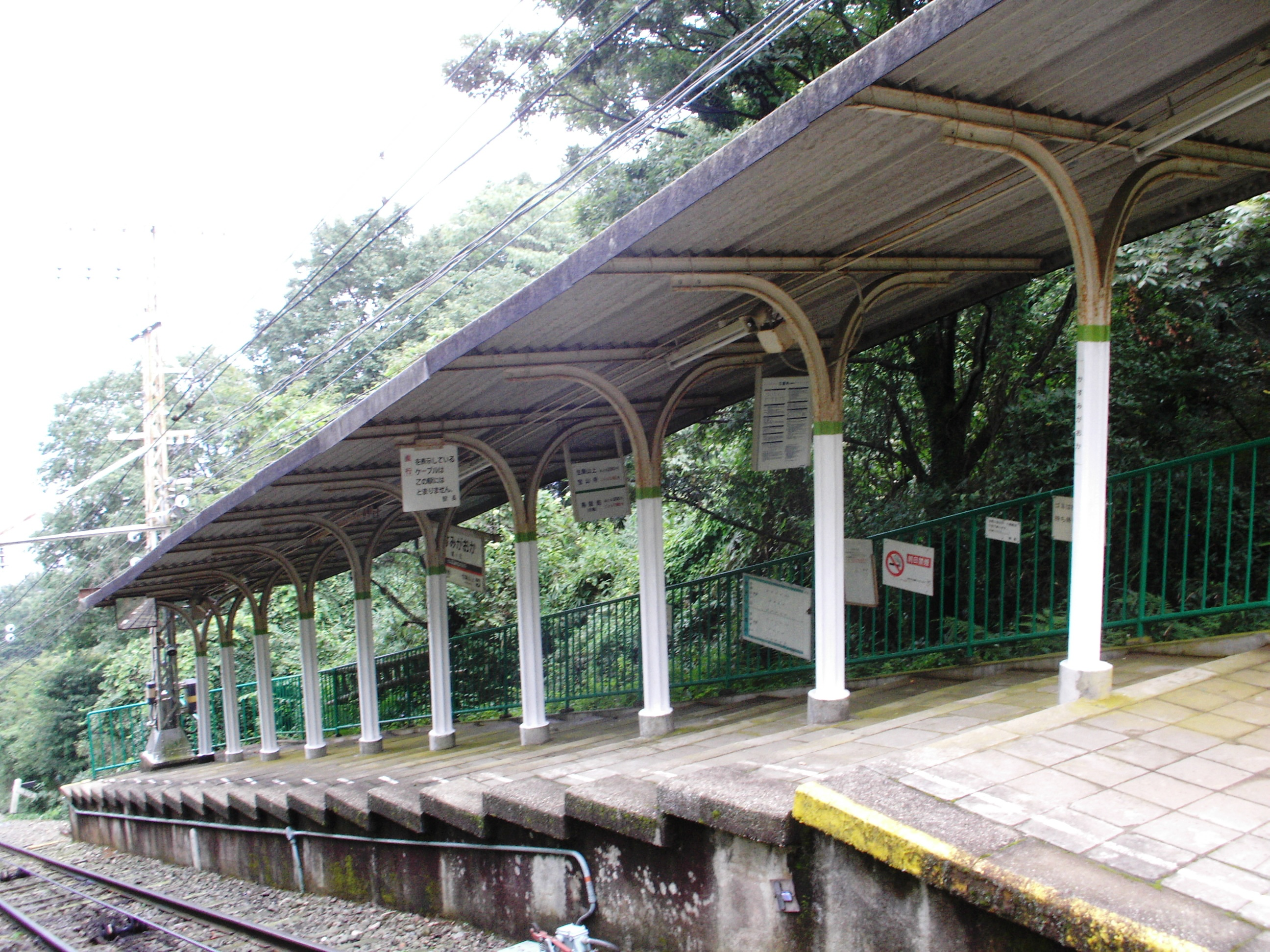
上屋撤去前の駅の様子
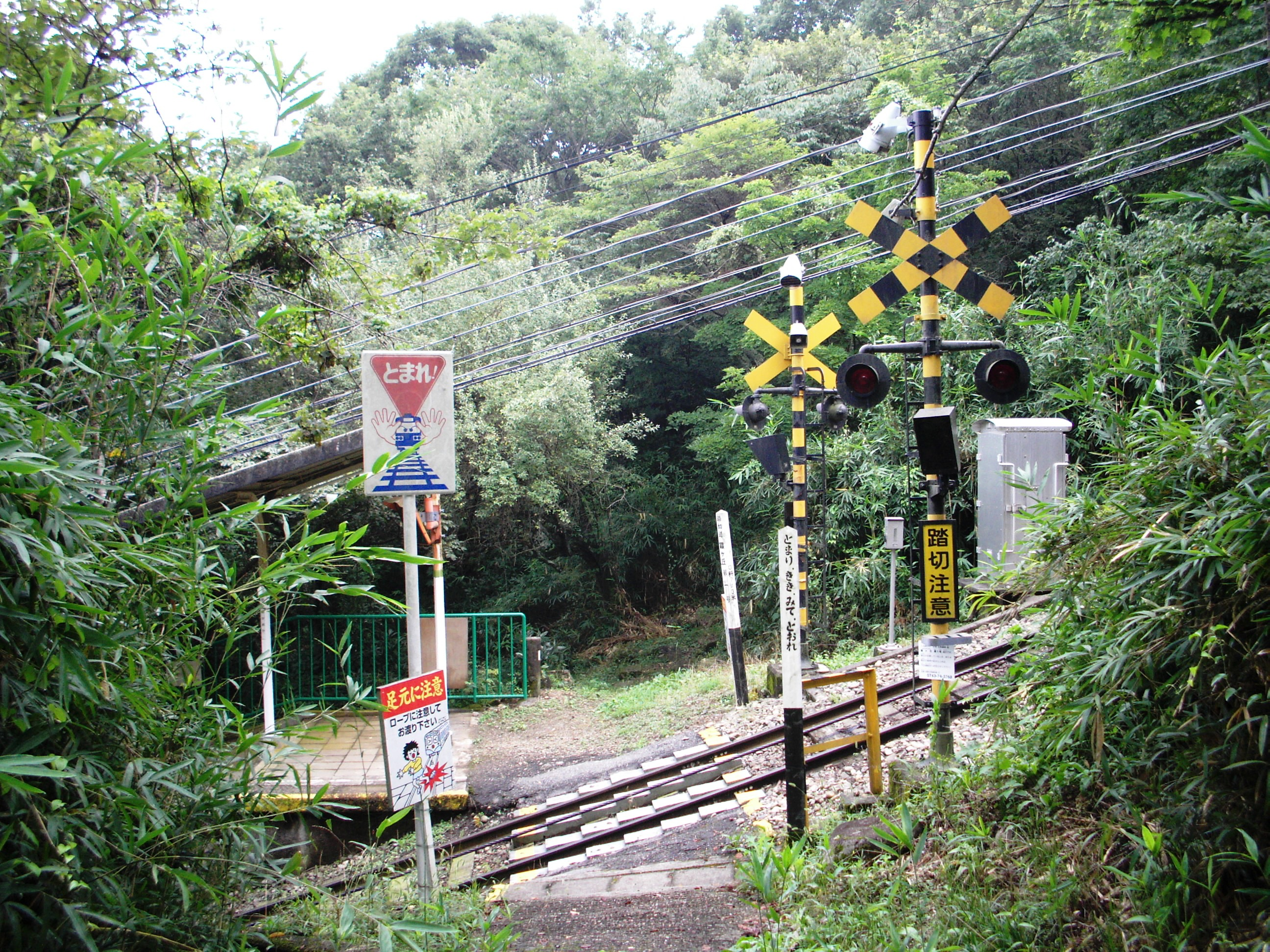
駅出入口前にある踏切
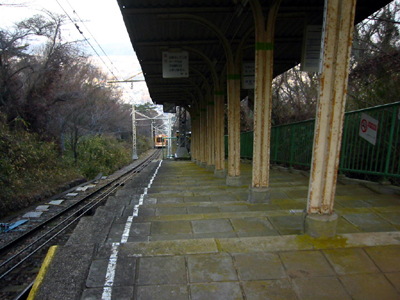
ホームから生駒方面を望む（上屋撤去前）

## 駅周辺
- 生駒山リトリートセンター（徒歩2分）

## 隣の駅
近畿日本鉄道
Y 生駒鋼索線（山上線）
■直行
通過
■普通
梅屋敷駅 (Y19) - 霞ヶ丘駅 (Y20) - 生駒山上駅 (Y21)
鳥居前駅まで止まらないのは基本無し